# Hayden Matthews
Hayden John Matthews (Sydney, 19 giugno 2004) è un calciatore australiano, difensore del Portsmouth.

## Biografia
Nato in a Sydney, si professa tifoso del Sydney FC.

## Carriera

### Club
Cresciuto calcisticamente nel settore giovanile del Sydney FC, debutta in prima squadra il 19 gennaio 2024 in occasione della partita di campionato vinta per 4-0 contro il Newcastle Jets, subentrando nei minuti finali a Jake Girdwood-Reich. Nel corso della stagione diventa titolare e si mette in mostra nel torneo continentale AFC Champions League Two. Il 27 gennaio 2025 passa agli inglesi del Portsmouth, club militante in Championship.

### Nazionale
Vanta una presenza con la nazionale maggiore, in occasione della partita pareggiata per 2-2 col Bahrein valida per le qualificazioni al campionato mondiale di calcio 2026.

## Statistiche

### Cronologia presenze e reti in nazionale
| Cronologia completa delle presenze e delle reti in nazionale ― Australia | Cronologia completa delle presenze e delle reti in nazionale ― Australia | Cronologia completa delle presenze e delle reti in nazionale ― Australia | Cronologia completa delle presenze e delle reti in nazionale ― Australia | Cronologia completa delle presenze e delle reti in nazionale ― Australia | Cronologia completa delle presenze e delle reti in nazionale ― Australia | Cronologia completa delle presenze e delle reti in nazionale ― Australia | Cronologia completa delle presenze e delle reti in nazionale ― Australia |
| Data                                                                     | Città                                                                    | In casa                                                                  | Risultato                                                                | Ospiti                                                                   | Competizione                                                             | Reti                                                                     | Note                                                                     |
| ------------------------------------------------------------------------ | ------------------------------------------------------------------------ | ------------------------------------------------------------------------ | ------------------------------------------------------------------------ | ------------------------------------------------------------------------ | ------------------------------------------------------------------------ | ------------------------------------------------------------------------ | ------------------------------------------------------------------------ |
| 19-11-2024                                                               | Riffa                                                                    | Bahrein                                                                  | 2 – 2                                                                    | Australia                                                                | Qual. Mondiali 2026                                                      | -                                                                        |                                                                          |
| Totale                                                                   |                                                                          | Presenze                                                                 | 1                                                                        |                                                                          | Reti                                                                     | 0                                                                        |                                                                          |

## Palmarès

### Club

#### Competizioni nazionali
- Australia Cup: 1

Sydney FC 2023